# Торговець Віктор Давидович
Віктор Давидович Торговець (1896, Казань — 9 травня 1938, Москва) — український радянський та партійний діяч, дипломат, прокурор. Член ВКП(б). Секретар у Тимчасовому робітничо-селянському уряді України (1918—1919).

## Життєпис
Народився у 1896 році в Казані в єврейській родині.
У 1918—1919 рр. — секретар у Тимчасовому робітничо-селянському уряді України.
У послужному списку Віктора Торговця — Сімферополь, Вінниця (працював секретарем обкому партії), Київ. У 1936 році родина мешкала в Києві, у центрі міста, біля театру Івана Франка.
У 1936 році отримав нову посаду — заступника прокурора Московської області в спецсправах.
24 червня 1937 року — заарештований за звинуваченням у активній участі в троцькістській організації.
9 травня 1938 року — розстріляний Московська область, Комунарка
9 травня 1956 року — реабілітований.

## Сім'я
- Дружина — Торговець Бася Якимівна
- Донька — Торговець Зоя Вікторівна (1921—1994), літературознавець. З 1955 по 1994 працювала в Кіровоградському державному педагогічному інституті (КДПІ) ім. О. С. Пушкіна, кандидат філологічних наук, автор наукових праць про творчість А. П. Чехова[4].